# Region Maloja
Region Maloja (niem. Region Maloja) – jednostka administracyjna w Szwajcarii, w kantonie Gryzonia. Powstała 1 stycznia 2016. Powierzchnia regionu wynosi 973,58 km², zamieszkany jest przez 18 153 osoby (31 grudnia 2022). Siedziba administracyjna regionu znajduje się w miejscowości Samedan. Nazwę swą region bierze od miejscowości Maloja położonej w przełęczy Malojapass.

## Gminy
W skład regionu wchodzi dwanaście gmin:
| Gminy regionu Maloja | Gminy regionu Maloja | Gminy regionu Maloja      | Gminy regionu Maloja | Gminy regionu Maloja |
| Herb                 | Nazwa gminy          | Ludność (31 grudnia 2020) | Powierzchnia km²     |                      |
| -------------------- | -------------------- | ------------------------- | -------------------- | -------------------- |
| Bever                | Bever / Bevero       | 584                       | 45,75                |                      |
| Bregaglia            | Bregaglia            | 1556                      | 251,42               |                      |
| Celerina/Schlarigna  | Celerina/Schlarigna  | 1484                      | 24,02                |                      |
| La Punt Chamues-ch   | La Punt Chamues-ch   | 686                       | 63,28                |                      |
| Madulain             | Madulain             | 206                       | 16,28                |                      |
| Pontresina           | Pontresina           | 2178                      | 118,18               |                      |
| Samedan              | Samedan              | 2923                      | 113,79               |                      |
| Sankt Moritz         | Sankt Moritz         | 4945                      | 28,69                |                      |
| S-chanf              | S-chanf              | 697                       | 138,03               |                      |
| Sils im Engadin/Segl | Sils im Engadin/Segl | 715                       | 63,58                |                      |
| Silvaplana           | Silvaplana           | 1121                      | 44,77                |                      |
| Zuoz                 | Zuoz                 | 1199                      | 65,78                |                      |

## Zmiany administracyjne
- 1 stycznia 2010
  - utworzenie gminy Bregaglia z gmin Bondo, Castasegna, Soglio, Stampa i Vicosoprano